# Ред и закон (8. сезона)
Осма сезона серије Ред и закон је премијерно емитована на каналу НБЦ од 24. септембра 1997. године до 20. маја 1998. године и броји 23 епизоде.

## Опис
Главна постава се није мењала.

## Улоге
- Џери Орбак као Лени Бриско
- Бенџамин Брет као Реј Кертис
- Ш. Епата Меркерсон као Анита ван Бјурен
- Сем Вотерстон као ИПОТ Џек Мекој
- Кери Лоуел као ПОТ Џејми Рос
- Стивен Хил као ОТ Адам Шиф

## Епизоде
| Бр. у серији | Бр. у сезони | Назив                   | Редитељ            | Сценариста                                                     | Пpемијерно емитовање | Пpод. код | Гледаност у САД-у (милиони) |
| --- | ------------ | ----------------------- | ------------------ | -------------------------------------------------------------- | -------------------- | --------- | --------------------------- |
| 158 | 1            | "Узбуђење"              | Марта Мичел        | Рене Балкер                                                    | 24. септембар 1997.  | K2508     | 17.58                       |
| Полиција решава наизглед насумично убиство достављача пржене пилетине за које је откривено да је то убиство због узбуђења уз мало "тајног" рада у парку, али Мекој и Росова се суочавају са тежом битком да дођу до осуде јер двојица оптужених одлучно упиру прстом један у другог, а једина ставка која означава правог убицу је снимак исповести направљен са свештеником. У међувремену, Кертис сазнаје да његова жена има мултиплу склерозу. |              |                         |                    |                                                                |                      |           |                             |
| 159 | 2            | "Порицање"              | Кристофер Мисијано | Синопис: Дејвид Шор Сценарио: Рене Балкер и Дејвид Шор         | 8. октобар 1997.     | K2504     | 14.30                       |
| Крвави чаршави и очигледно украдена кредитна картица довели су Бриска и Кертиса до двоје студената у вези који Мекоју и Росовој заједно поричу да је ико од њих убио њиховог новорођеног сина и отарасио се тела. |              |                         |                    |                                                                |                      |           |                             |
| 160 | 3            | "Морнарички блуз"       | Џејс Александер    | Синопис: Кети Мекормик Сценарио: Дик Волф и Кети Мекормик      | 15. октобар 1997.    | K2510     | 11.80                       |
| Мекој се суочава са борбом против морнарице и војног заступништва док покушава да кривично гони пилоткињу оптужену за убиство свог ожењеног љубавника након што је он покушао да раскине ас њом. |              |                         |                    |                                                                |                      |           |                             |
| 161 | 4            | "Жетва"                 | Метју Пен          | Синопис: И. Ч. Рапопорт Сценарио: Рене Балкер и И. Ч. Рапопорт | 29. октобар 1997.    | K2506     | 14.20                       |
| Неслагање у вези времена смрти жртве пуцњаве из возила у покрету наводи Мекоја и Росову да покрену кривични поступак против стрелца и лекара који јој је извадио органе као прилог за пресађивање. |              |                         |                    |                                                                |                      |           |                             |
| 162 | 5            | "Поништење"             | Константин Макрис  | Дејвид Блек                                                    | 5. новембар 1997.    | K2507     | 13.00                       |
| Када је полиција открила тетоважу орла на мушкарцу који је убијен док је чувао оклопни камион паравојној скупини, Мекој се суочава са једним од њих као браниоцем својих пријатеља који се залаже за "поништење пороте", право пороте да донесе ослобађајућу пресуду како би се оптужени заштитио од неправедног закона упркос доказима. |              |                         |                    |                                                                |                      |           |                             |
| 163 | 6            | "Мала, ти си"           | Ед Шерин           | Хорге Замакона                                                 | 12. новембар 1997.   | K2511     | 16.00                       |
| Бриско је отишао на недељу дана у родни крај, а онда је за убиство манекенке у пубертет у Њујорку откривено да је повезано са Балтимором, а детективи Манч и Фалсоне посећују Велику јабуку како би посматрали случај. У међувремену, Мекој се суочава са заступником родитеља жртве у вези састанка са његовим странкама, а такође се бори и са балтиморским тужиоцем око надлежности. |              |                         |                    |                                                                |                      |           |                             |
| 164 | 7            | "Крв"                   | Џејс Александер    | Синопис: Крег Тепер Сценарио: Рене Балкер и Крег Тепер         | 19. новембар 1997.   | K2502     | 15.10                       |
| Очинство бебе црнчета које је предала на усвајање мајка белкиња која је касније пала са балкона у стану могло би дати траг о њеном убици, али и открити неке давно закопане породичне тајне за које се чини да би више особа убило да се не би откриле. |              |                         |                    |                                                                |                      |           |                             |
| 165 | 8            | "Сенка"                 | Метју Пен          | Ричард Сверен                                                  | 26. новембар 1997.   | K2505     | 14.80                       |
| Убиство обвезника изгледало је прилично рутинско све док случајне речи главног осумњиченог нису откриле могуће намештање случајева између сумњивог заступника и непознате везе у правосудном саставу. |              |                         |                    |                                                                |                      |           |                             |
| 166 | 9            | "Сагорели"              | Константни Макрис  | Сајбан Бајрн                                                   | 10. децембар 1997.   | K2501     | 14.20                       |
| Порука која се чула на телефонској секретарици довела је Бриска и Кертиса до признатог убице и дома богатог Карла Андертона, старог пријатеља Адама Шифа, чија тврдоглава несарадња са окружним тужиоцем прети да изазове озбиљну грешку у просуђу. |              |                         |                    |                                                                |                      |           |                             |
| 167 | 10           | "Обред"                 | Брајан Мертес      | Кети Мекормик и Ричард Сверен                                  | 17. децембар 1997.   | K2516     | 13.90                       |
| Кертис и Бриско истражују смрт Џозефа Мусада, Арапина пронађеног иза контејнера и жртве пљачке. Детективи убрзо схватају да је Мусад довео лекара у земљу да изврши клиторидектомију на својој младој сестричини, а сумња се окреће ка породици. Росова је ужаснута што су бака и ујак младе Алисон у потпуности подржали операцију што јој отежава објективно вођење случаја. |              |                         |                    |                                                                |                      |           |                             |
| 168 | 11           | "Под дејством алкохола" | Адам Дејвидсон     | Рене Балкер                                                    | 7. јануар 1998.      | K2517     | 17.00                       |
| Када су Бриско и Кертис коначно утврдили ко је возио кола у којима су погинуле три особе, тужилаштво је у опасности да парница не постане освета јер се Мекојева осећања у вези Кинкејдове уклапају у политички план Герија Фелдмена, амбициозног судије који жели да направи пример од оптуженог како би повећао своје изборне изгледе против Адама Шифа. |              |                         |                    |                                                                |                      |           |                             |
| 169 | 12           | "Стручњак"              | Луис Х. Голд       | Дејвид Шор и И. Ч. Рапопорт                                    | 21. јануар 1998.     | K2518     | 13.60                       |
| Убиство две особе у купатилу у ресторану добија нагли преокрет, а полиција покушава да открије ко је тачно била жртва, а тужиоци морају да се позабаве окривљеним који тврди да је био у дисоцијативном стању док је починио злочин - исту одбрану неколико година раније користио је отац оптуженог. |              |                         |                    |                                                                |                      |           |                             |
| 170 | 13           | "Одбачен"               | Глорија Муцио      | Дејвид Блек и Харолд Шектер                                    | 28. јануар 1998.     | K2512     | 15.60                       |
| Убиство жене која је радила са сиромашном децом на сред улице добија бизаран преокрет када су детективи открили да је имала склоност према накарадном сексу и да се чини да је један од њених садашњих партнера низни убица који нуди претерану изложеност насиљу на телевизији као своју одбрану током суђења. |              |                         |                    |                                                                |                      |           |                             |
| 171 | 14           | "Греота"                | Кристофер Мисијано | Сузан О’Мали                                                   | 4. фебруар 1998.     | K2514     | 14.60                       |
| Док полиција покушава да открије специфичности напада на мушкарца који не жели да о томе разговара, открива наводно силовање две жене под старатељством. Али док тужилаштво покушава да припреми своје доказе, невољни сведок мења свој исказ. |              |                         |                    |                                                                |                      |           |                             |
| 172 | 15           | "Лицем у лице"          | Марта Мичел        | Рене Балкер и Еди Фелдмен                                      | 25. фебруар 1998.    | K2519     | 13.80                       |
| Преузимајући очигледно убиство мафије, детективе Бриска и Кертиса спречавају мртви сведок и наизглед некохерентни шеф мафије. |              |                         |                    |                                                                |                      |           |                             |
| 173 | 16           | "Развод"                | Константин Макрис  | Бери М. Шолник                                                 | 4. март 1998.        | K2520     | 14.70                       |
| Психолог избоден на смрт доводи детективе Бриска и Кертиса до узавреле бракоразводне парнице и тужбе Мекоја и Росове против заступника преваранта. |              |                         |                    |                                                                |                      |           |                             |
| 174 | 17           | "Преносилац"            | Џ. Ранели          | Дејвид Блек                                                    | 1. април 1998.       | K2525     | 12.70                       |
| Смрт студенткиње доводи до случаја у који је укључен ХИВ позитиван мушкарац који настоји да зарази што више младих жена. Мекој, испитујући етику права на особност, жели да га оптужи за убиство. |              |                         |                    |                                                                |                      |           |                             |
| 175 | 18           | "Ухода"                 | Ричард Добс        | Кети Мекормик                                                  | 15. април 1998.      | K2523     | 16.40                       |
| Када је пронађена онесвешћена жена на дну степеница свог стана, Бриско и Кертис морају да открију шта се догодило пре него што буде прекасно. Како би изнео свој случај, Мекој у судници поставља два детектива једног против другог. |              |                         |                    |                                                                |                      |           |                             |
| 176 | 19           | "Нестао"                | Дејвид Плат        | Ричард Сверен и Вилијам Н. Фордес                              | 22. април 1998.      | K2528     | 14.20                       |
| Окривљени одбија да дозволи свом заступнику да покрене питање лудила. Ово усложава ствари за брата који га је пријавио у нади да ће му обезбедити здравствену негу. |              |                         |                    |                                                                |                      |           |                             |
| 177 | 20           | "Оптерећење"            | Константин Макрис  | Дејвид Шор и И. Ч. Рапопорт                                    | 24. април 1998.      | K2526     | 11.30                       |
| Када је дванаестогодишњи квадриплегичар умро код куће у свом кревету, болничари тврде да се угушио, а међу осумњиченима су дечакови родитељи и сестра. |              |                         |                    |                                                                |                      |           |                             |
| 178 | 21           | "Лоша девојка"          | Џејс Александер    | Рене Балкер и Ричард Сверен                                    | 29. април 1998.      | K2524     | 14.30                       |
| Шифов поновни избор може зависити од смрти избоденог полицајца, а Брискова ћерка је ухапшена због растурања дроге. |              |                         |                    |                                                                |                      |           |                             |
| 179 | 22           | "Штета"                 | Константин Макрис  | Џенис Дајмонд                                                  | 6. мај 1998.         | K2522     | 14.30                       |
| Случај убиства професорке открива освету у коју је укључено силовање умно оболеле студенткиње од стране тројице студената чији заступник тврди да нису били свесни њеног стања. Бриско је схрван сазнањем о убиство своје ћерке Кети чији непознати убица није осуђен. |              |                         |                    |                                                                |                      |           |                             |
| 180 | 23           | "Таблоид"               | Брајан Мертес      | Синопис: Дејвид Блек Сценарио: Дејвид Блек и Алек Болдвин      | 13. мај 1998.        | K2515     | 13.30                       |
| Таблоидно новинарство налази се под истрагом током истраге смрти колумнисте трач-стране и славне мете којој је тежио. |              |                         |                    |                                                                |                      |           |                             |
| 181 | 24           | "Чудовиште"             | Ед Шерин           | Рене Балкер и Ричард Сверен                                    | 20. мај 1998.        | K2527     | 14.80                       |
| Педофил је силовао десетогодишњу девојчицу због чега је она у коми. Цинкарош нуди Бриску прилику да освети смрт своје ћерке. Начелник њујоршке полиције настоји да натера поручницу ван Бјурен да напусти посао, а Росова подноси оставку на своје место како би више времена посветила свом породичном животу и разводу који је у току. Мекој у међувремену мора да се бори са судијом Фелдманом као противником и на суђењу и ван суднице због етичке жалбе коју је судија поднео против њега. Док се све ово наставља, Шиф почиње да разматра могућност да га Фелдман победи на изборима. |              |                         |                    |                                                                |                      |           |                             |

## Напомена
1. ↑  Ово је први део дводелне епизоде "Мала, ти си" која се завршава у серији "Одељење за убиства: Живот на улици".